# Прапор Хирова
Прапор Хирова — офіційний символ міста Хирова, Самбірського району Львівської області, затверджений 8 грудня 1999 року рішенням сесії Хирівської міської ради.
Автор — А. Гречило.

## Опис
Квадратне полотнище, розділене на 4 рівновеликі квадратні поля, верхнє від древка та нижнє з вільного краю сині із зображенням жовтої сокири з білим топорищем, два інші поля — жовті.

## Зміст
Хирів від ХVІ ст. використовував як міський знак герб Топір власників містечка Тарлів. Цей символ збережено в сучасних гербі та прапорі міста.